# María Mercedes García Santana
María Mercedes García Santana (Marilú) (Madruga, Cuba, 28 de noviembre de 1956 - La Habana, 29 de noviembre de 2017) fue una museóloga, museógrafa e investigadora cubana. 

## Biografía
Licenciada en Lengua y Literatura Hispanoamericana por la Facultad de Artes y Letras de la Universidad de La Habana en 1980. Dedicó toda su carrera profesional a la defensa y protección del Patrimonio Cultural cubano, al estudio relacionado con la museología y museografía, así como la evolución del coleccionismo y el desarrollo de los museos en Cuba. Participó en la creación de los museos municipales promulgados por la Ley 23. Fue asesora para la apertura de museos en Cuba y el extranjero. 
Fue delegada a la Reunión de Expertos Internacionales de la UNESCO «Planificación turística en grandes sitios arqueológicos del patrimonio mundial», Palacio de Carlos V, La Alhambra, Granada, España, del 19 al 23 de febrero de 2006; Seminario preparatorio de la III Conferencia «Hacia un programa a largo plazo para la conservación del patrimonio cultural en América Latina», del Instituto Italo-Latino Americano (IILA-ICCROM), Roma 18-21 de abril, y a la Asamblea «Estrategias de conservación para América Latina y el Caribe» convocada por el Centro Internacional de Estudios para la Conservación y la Restauración de los Bienes Culturales (ICCROM), Italia, ambas en 2007. Asistió como invitada al Seminario de Patrimonio Intangible CRESPIAL en Asunción, Secretaría Nacional de Cultura de Paraguay y, septiembre de 2009, donde tuvo a su cargo la conferencia de clausura sobre Patrimonio Inmaterial. Obtuvo el grado de máster en “Gestión y Conservación del Patrimonio Cultural” otorgado por la Universidad de Granada, España en 2010. 
A su fallecimiento se hallaba en la defensa de su Doctorado Iberoamericano en "Gestión y Conservación del Patrimonio" auspiciado por la Universidad de Granada, España, el Instituto Superior Politécnico José Antonio Echevarría, Cuba, el Colegio San Gerónimo, Universidad de La Habana, Cuba, y la Asociación Universitaria Iberoamericana de Postgrado.
Ejerció diversos cargos y funciones. Dirigió el Centro Provincial de Patrimonio Cultural de la antigua provincia de La Habana (1997 – 2004); Directora del Centro Nacional de Conservación, Restauración y Museología «CENCREM» (2004 – 2012); Profesora Auxiliar Adjunta del Instituto Superior Pedagógico “Enrique José Varona”, Ministerio de Educación Superior; Profesora de la asignatura Museos y Exposiciones, Facultad de Artes y Letras, Universidad de La Habana; Profesora Titular de la Cátedra Regional de Ciencias de la Conservación Integral de los Bienes Culturales y Naturales de América Latina y el Caribe (CRECI), Cátedra UNESCO (2004-2012); Profesora Auxiliar del departamento de Patrimonio Universitario de la Universidad de La Habana, hasta su fallecimiento. Fungió como tutora, asesora y oponente en diferentes trabajos de diplomas, así como en diplomados.
Fue miembro del Consejo Internacional de Museos (ICOM), de la Asociación de Museos del Caribe y de la Unión de Historiadores de Cuba, miembro de Consejos Científicos de diferentes instituciones cubanas. Representante por Cuba ante el Centro Internacional de Estudios para la Conservación y la Restauración de los Bienes Culturales (ICCROM), Italia. Ha aportado investigaciones relacionadas con el coleccionismo en Cuba. 

## Obra
- Coleccionismo y museos en Cuba (siglo XVI-primera mitad del XX), La Habana, Cuba : UH Editorial, [2017]. "Premio Editorial UH 2015" ISBN 9789597211976.[2]
- «Los museos en la Cuba de hoy», RdM. Revista de Museología, N.º. 7, 1996, España.[3]
- «La salvaguardia del Patrimonio Inmaterial: experiencias de la aplicación de una metodología de participación», en X Encuentro para la Promoción y Difusión del Patrimonio Inmaterial de Países Iberoamericanos. Lima, Perú. Dupligráficas Ltda., 2009.

## Premios y reconocimientos
Recibió el Sello del Laureado que otorga el Sindicato Nacional de la Cultura y la “Distinción por la Cultura Nacional”, del Ministerio de Cultura de la República de Cuba. 
Premio Editorial Universidad de La Habana, 2015. 
Desde 2018, el Museo Municipal de Madruga, lleva su nombre.